# G.I. Joe : Le Réveil du Cobra (jeu vidéo)
G.I. Joe : Le Réveil du Cobra (G.I. Joe: The Rise of Cobra) est un jeu vidéo d'action développé par Double Helix Games et édité par Electronic Arts, sorti en 2009 sur PlayStation 2, PlayStation 3, Wii, Xbox 360, PlayStation Portable et Nintendo DS. Il est adapté du film G.I. Joe : Le Réveil du Cobra, lui-même basé sur la gamme de jouets G.I. Joe.

## Doublage

### Voix originales
- Joseph Gordon-Levitt : Cobra Commander

### Voix françaises
- Alexis Tomassian : Cobra Commander

## Accueil
- Jeuxvideo.com : 8/20[1] - 10/20 (DS)[2]